# Sophie-Amaliegård Skov
Sophie-Amaliegård Skov er et skovområde vest for Hornslet i Syddjurs Kommune.
I en lysning ligger Eskjærtoft Voldsted.